# Morning Musume Concert Tour 2006 Aki ~Odore! Morning Curry~
Albums de Morning Musume
Concert Tour 2006 Spring
(2006) Concert Tour 2007 Spring
(2007)
Morning Musume Concert Tour 2006 Aki ~Odore! Morning Curry~ (モーニング娘。コンサートツアー2006秋 ~踊れ! モーニングカレー~) est une vidéo musicale (DVD) du groupe de J-pop Morning Musume, la quinzième d'un concert du groupe.

## Présentation
La vidéo sort au format DVD le 27 décembre 2006 au Japon sous le label zetima (elle sera rééditée au format Blu-Ray le 6 novembre 2013). Le DVD atteint la 16e place à l'Oricon, et reste classé 8 semaines, pour un total de 10 587 exemplaires vendus durant cette période.
Le concert avait été filmé deux mois auparavant, le 28 octobre 2006, dans la salle Nippon Budokan. Quatorze titres sortis en singles (dont cinq "face B" inédites en album) sont interprétés, dont les deux titres du prochain single Aruiteru qui sortira dix jours plus tard. Les autres titres proviennent des précédents albums du groupe, sauf deux nouveaux titres qui figureront sur un mini-album qui sortira en fin d'année.
Huit des titres ne sont interprétés que par quelques membres du groupe, dont un en solo par Reina Tanaka. L'une des membres, Koharu Kusumi, interprète en solo la chanson de son deuxième single sorti en tant que Tsukishima Kirari starring Kusumi Koharu ; une autre, Miki Fujimoto, interprète également en solo la chanson d'un single du duo GAM dont elle fait partie en parallèle.

## Membres
- 4e génération : Hitomi Yoshizawa
- 5e génération : Ai Takahashi, Risa Niigaki
- 6e génération : Miki Fujimoto, Eri Kamei, Sayumi Michishige, Reina Tanaka
- 7e génération : Koharu Kusumi

## Liste des titres
| 1.  | Opening |  |
| 2.  | Odore! Morning Curry (踊れ! モーニングカレー) (du single Aruiteru)                                                                   |  |
| 3.  | Top! (TOP!) (de l'album No.5) |  |
| 4.  | Happy Summer Wedding (ハッピ－サマ－ウェディング) (de l'album Best! Morning Musume 1)                                                |  |
| 5.  | MC 1 (présentation) |  |
| 6.  | The Manpower! (THE マンパワー!!!) (de l'album Rainbow 7)                                                                             |  |
| 7.  | YAH! Aishitai! (YAH! 愛したい!) (de l'album Best! Morning Musume 2)                                                                  |  |
| 8.  | Ambitious! Yashinteki de Ii Jan (Ambitious! 野心的でいいじゃん) (de l'album Sexy 8 Beat à venir)                                     |  |
| 9.  | MC 2 (présentation) |  |
| 10. | Chance Chance Boogie (チャンス チャンス ブギ) (du single Sexy Boy ~Soyokaze ni Yorisotte~)                                           |  |
| 11. | Namida ga Tomaranai Hōkago (涙が止まらない放課後 (par Yoshizawa, Takahashi, Niigaki, Kamei, Michishige) (de l'album Ai no Dai 6 Kan) |  |
| 12. | Kirakira Fuyu no Shiny G (キラキラ冬のシャイニーG (par Reina Tanaka) (de l'album 7.5 Fuyu Fuyu Morning Musume Mini! à venir)         |  |
| 13. | Balalaika (バラライカ (par Koharu Kusumi) (de son album Mitsuboshi en tant que Tsukishima Kirari starring Kusumi Koharu)             |  |
| 14. | Melodies (メロディーズ (par Miki Fujimoto) (de l'album 1st GAM de GAM)                                                               |  |
| 15. | "Suggoi Nakama" (「すっごい仲間」) (par Yoshizawa, Fujimoto, Kamei, Michishige, Tanaka, Kusumi) (de l'album No.5)                    |  |
| 16. | MC 3 (présentation) |  |
| 17. | Koe (声) (par Takahashi & Niigaki) (de l'album Ai no Dai 6 Kan)                                                                      |  |
| 18. | Fine Emotion! (ファインエモーション!) (par Fujimoto et Tanaka) (du single Roman ~My Dear Boy~)                                       |  |
| 19. | Wa~ Merry Pin X'mas! (わ~ MERRYピンX'mas!) (par Shige-pink et Koha-pink) (de l'album 7.5 Fuyu Fuyu Morning Musume Mini! à venir)     |  |
| 20. | Shabondama (シャボン玉) (par Yoshizawa Hitomi, Kamei) (de l'album Best! Morning Musume 2)                                            |  |
| 21. | Koi-ing (恋ING) (par Yoshizawa et Kamei, puis Morning Musume) (du single Go Girl ~Koi no Victory~)                                   |  |
| 22. | Love & Peace! Hero ga Yattekita. (ラブ&ピィ~ス! HEROがやって来たっ。) (du single The Manpower!)                                      |  |
| 23. | How Do You Like Japan? ~Nihon wa Donna Kanji Dekka?~ (HOW DO YOU LIKE JAPAN? ~日本はどんな感じでっか?~) (de Rainbow 7)               |  |
| 24. | Ikimasshoi! (いきまっしょい!) (de l'album 4th Ikimasshoi!)                                                                           |  |
| 25. | Iroppoi Jirettai (色っぽい じれったい) (de l'album Rainbow 7)                                                                        |  |
| 26. | MC 4 (présentation) |  |
| 27. | Sexy Boy ~Soyokaze ni Yorisotte~ (SEXY BOY ~そよ風に寄り添って~) (de l'album Sexy 8 Beat à venir)                                    |  |
| 28. | Aozora ga Itsumademo Tsuzuku You na Mirai de Are! (青空がいつまでも続くような未来であれ!) (de l'album Rainbow 7)                     |  |
| 29. | MC 5 (présentation) |  |
| 30. | Aruiteru (歩いてる) (des albums 7.5 Fuyu Fuyu Morning Musume Mini! et Sexy 8 Beat à venir)                                           |  |
| 31. | Sōda! We're Alive (そうだ! We're ALIVE) (de l'album 4th Ikimasshoi!)                                                                 |  |

| 1. | Koe (Takahashi Ai Ver.) (声 (高橋愛 Ver.) |  |
| 2. | Morning Musume Concert Tour 2006 Aki ~Odore! Morning Curry~ Tour Photos (「モーニング娘。コンサートツアー2006秋 踊れ! モーニングカレー」ツアー写真館) |  |
| 3. | "Koi no Dance Site" VTR (「恋のダンスサイト」VTR) |  |